# Roman Pylypčuk
Roman Mychajlovyč Pylypčuk (in ucraino Роман Михайлович Пилипчук?; in russo Роман Михайлович Пилипчук?, Roman Michajlovič Pilipčuk; Snižne, 27 aprile 1967) è un allenatore di calcio ed ex calciatore ucraino con cittadinanza russa, di ruolo attaccante, tecnico del Čeljabinsk.